# Kevin Kelsy
Kevin Jesús Kelsy Genez (ur. 27 lipca 2004 w Valencii) – wenezuelski piłkarz występujący na pozycji napastnika, od 2025 roku zawodnik ukraińskiego Szachtara Donieck.